# Vuelta a España 1977
La 32.ª edición de la Vuelta a España se disputó del 26 de abril al 15 de mayo de 1977 con un recorrido de 2785 km dividido en un prólogo y 19 etapas, una de ellas doble, con inicio en Dehesa de Campoamor y final en Miranda de Ebro. 
Participaron 70 corredores repartidos en 7 equipos, de los que sólo lograron finalizar la prueba 54 ciclistas.
El vencedor, el belga Freddy Maertens, que cubrió la prueba a una velocidad media de 35,294 km/h. dominó la carrera de principio a fin, llevando el maillot de líder desde la primera etapa y ganando trece etapas. Miguel María Lasa y Klaus-Peter Thaler le acompañaron en el podio.
De las etapas disputadas, cuatro fueron para ciclistas españoles. Pedro Torres logró la victoria en la clasificación de la montaña, la única que no ganó Maertens. 

## Etapas
| Etapa   | Fecha       | Recorrido                                                 | km        | Ganador de la etapa   | Líder de la clasificación general |
| Prólogo | 26 de abril | Dehesa de Campoamor                                       | 8 (CRI)   | Freddy Maertens       | Freddy Maertens                   |
| 1.ª     | 27 de abril | Dehesa de Campoamor - La Manga                            | 115       | Freddy Maertens       | Freddy Maertens                   |
| 2.ª     | 28 de abril | La Manga - Murcia                                         | 161       | Freddy Maertens       | Freddy Maertens                   |
| 3.ª     | 29 de abril | Murcia - Benidorm                                         | 200       | Fedor Den Hertog      | Freddy Maertens                   |
| 4.ª     | 30 de abril | Benidorm                                                  | 8,3 (CRI) | Michel Pollentier     | Freddy Maertens                   |
| 5.ª     | 1 de mayo   | Benidorm - El Saler                                       | 159       | Freddy Maertens       | Freddy Maertens                   |
| 6.ª     | 2 de mayo   | Valencia - Teruel                                         | 170       | Freddy Maertens       | Freddy Maertens                   |
| 7.ª     | 3 de mayo   | Teruel - Alcalá de Chivert                                | 204       | Freddy Maertens       | Freddy Maertens                   |
| 8.ª     | 4 de mayo   | Alcalá de Chivert - Tortosa                               | 141       | Freddy Maertens       | Freddy Maertens                   |
| 9.ª     | 5 de mayo   | Tortosa - Salou                                           | 144       | Freddy Maertens       | Freddy Maertens                   |
| 10.ª    | 6 de mayo   | Salou - Barcelona                                         | 144       | Cees Priem            | Freddy Maertens                   |
| 11.ªa   | 7 de mayo   | Barcelona                                                 | 3,8 (CRI) | Freddy Maertens       | Freddy Maertens                   |
| 11.ªb   | 7 de mayo   | Barcelona - Barcelona                                     | 45        | Freddy Maertens       | Freddy Maertens                   |
| 12.ª    | 8 de mayo   | Barcelona - Tossa de Montbui (Santa Margarita de Montbuy) | 198       | Giuseppe Perletto     | Freddy Maertens                   |
| 13.ª    | 9 de mayo   | Igualada - Seo de Urgel                                   | 135       | Freddy Maertens       | Freddy Maertens                   |
| 14.ª    | 10 de mayo  | Seo de Urgel - Monzón                                     | 200       | Carlos Melero         | Freddy Maertens                   |
| 15.ª    | 11 de mayo  | Monzón - Formigal                                         | 166       | Pedro Torres          | Freddy Maertens                   |
| 16.ª    | 12 de mayo  | Formigal - Cordovilla                                     | 170       | Freddy Maertens       | Freddy Maertens                   |
| 17.ª    | 13 de mayo  | Cordovilla - Bilbao                                       | 183       | Luis Alberto Ordiales | Freddy Maertens                   |
| 18.ª    | 14 de mayo  | Bilbao - Urkiola                                          | 126       | José Nazabal          | Freddy Maertens                   |
| 19.ª    | 15 de mayo  | Durango - Miranda de Ebro                                 | 104       | Freddy Maertens       | Freddy Maertens                   |

## Equipos participantes
| Equipo                 | Jefe de filas         |
| Kas                    | José Pesarrodona      |
| Frisol-Thirion-Gazelle | Luis Ocaña            |
| Novostil - Gios        | Luis Alberto Ordiales |
| EBO - Superia          | Ferdi Van den Haute   |

| Equipo            | Jefe de filas     |
| Teka              | Joaquim Agostinho |
| Flandria-Latina   | Freddy Maertens   |
| Magniflex-Torpado | Giuseppe Perletto |

## Clasificaciones
En esta edición de la Vuelta a España se diputaron cinco clasificaciones que dieron los siguientes resultados:
| \| 1. \| Freddy Maertens \| Bélgica \| FLA \| 78h 54' 36s \| \| \| 2. \| Miguel María Lasa \| España \| TEK \| + 2' 51" \| \| \| 3. \| Klaus-Peter Thaler \| Alemania Occidental \| TEK \| + 3' 23" \| \| \| 4. \| Domingo Perurena \| España \| KAS \| + 4' 45" \| \| \| 5. \| José Luis Viejo \| España \| KAS \| + 5' 14" \| \| \| 6. \| Michel Pollentier \| Bélgica \| FLA \| + 5' 35" \| \| \| 7. \| Gary Clively \| Australia \| MAG \| + 7' 06" \| \| \| 8. \| José Pesarrodona \| España \| KAS \| + 9' 32" \| \| \| 9. \| Pedro Torres \| España \| TEK \| + 10' 29" \| \| \| 10. \| José Antonio González Linares \| España \| KAS \| a 11' 18s \| \| |                               |                     |     |             |  |
| 1. | Freddy Maertens               | Bélgica             | FLA | 78h 54' 36s |  |
| 2. | Miguel María Lasa             | España              | TEK | + 2' 51"    |  |
| 3. | Klaus-Peter Thaler            | Alemania Occidental | TEK | + 3' 23"    |  |
| 4. | Domingo Perurena              | España              | KAS | + 4' 45"    |  |
| 5. | José Luis Viejo               | España              | KAS | + 5' 14"    |  |
| 6. | Michel Pollentier             | Bélgica             | FLA | + 5' 35"    |  |
| 7. | Gary Clively                  | Australia           | MAG | + 7' 06"    |  |
| 8. | José Pesarrodona              | España              | KAS | + 9' 32"    |  |
| 9. | Pedro Torres                  | España              | TEK | + 10' 29"   |  |
| 10. | José Antonio González Linares | España              | KAS | a 11' 18s   |  |

| \| 1. \| Freddy Maertens \| Bélgica \| FLA \| 369 puntos \| \| 2. \| Klaus-Peter Thaler \| Alemania Occidental \| TEK \| 173 puntos \| \| 3. \| José Luis Viejo \| España \| KAS \| 131 puntos \| |                    |                     |     |            |
| 1. | Freddy Maertens    | Bélgica             | FLA | 369 puntos |
| 2. | Klaus-Peter Thaler | Alemania Occidental | TEK | 173 puntos |
| 3. | José Luis Viejo    | España              | KAS | 131 puntos |

| \| 1. \| Pedro Torres \| España \| TEK \| 134 puntos \| \| 2. \| Andrés Oliva \| España \| KAS \| 115 puntos \| \| 3. \| Ludo Loos \| Bélgica \| EBO \| 91 puntos \| |              |         |     |            |
| 1. | Pedro Torres | España  | TEK | 134 puntos |
| 2. | Andrés Oliva | España  | KAS | 115 puntos |
| 3. | Ludo Loos    | Bélgica | EBO | 91 puntos  |

| \| 1. \| Freddy Maertens \| Bélgica \| FLA \| 15 puntos \| |                 |         |     |           |
| 1.                                                         | Freddy Maertens | Bélgica | FLA | 15 puntos |

| \| 1. \| Teka \| España \| TEK \| 236h 14' 43" \| |      |        |     |              |
| 1.                                                | Teka | España | TEK | 236h 14' 43" |

## Banda sonora
TVE cubre esta prueba escogiendo como banda sonora la canción Tritsch-Tratsch Polka, de Johann Strauss.